# David O. Russell
David Owen Russell (Manhattan, 1958. augusztus 20. –) kétszeres BAFTA-díjas amerikai filmrendező, forgatókönyvíró és filmproducer.
Első filmrendezései közé tartozik a Gyagyás család (1996), a Sivatagi cápák (1999) és a Multik haza! (2004). 
Kritikai sikert a 2010-es években aratott olyan filmekkel, mint A harcos (2010), a Napos oldal (2012), az Amerikai botrány (2013) és a Joy (2015). Russell Oscar- és Golden Globe-jelöléseket szerzett, valamint két BAFTA-díjat megnyert.

## Filmográfia

### Film
Nagyjátékfilmek
| Év   | Magyar cím                     | Eredeti cím                           | Feladatkör        | Feladatkör        | Feladatkör |
| Év   | Magyar cím                     | Eredeti cím                           | Rendező           | Író               | Producer   |
| ---- | ------------------------------ | ------------------------------------- | ----------------- | ----------------- | ---------- |
| 1994 |                                | Spanking the Monkey                   | Igen              | Igen              | Vezető     |
| 1996 | Gyagyás család                 | Flirting with Disaster                | Igen              | Igen              | Nem        |
| 1999 | Sivatagi cápák                 | Three Kings                           | Igen              | Igen              | Nem        |
| 2002 |                                | The Slaughter Rule                    | Nem               | Nem               | Igen       |
| 2004 | Multik haza!                   | I ♥ Huckabees                         | Igen              | Igen              | Igen       |
| 2004 | A híres Ron Burgundy legendája | Anchorman: The Legend of Ron Burgundy | Nem               | Nem               | Vezető     |
| 2010 | A harcos                       | The Fighter                           | Igen              | Nem               | Nem        |
| 2012 | Napos oldal                    | Silver Linings Playbook               | Igen              | Igen              | Nem        |
| 2013 | Amerikai botrány               | American Hustle                       | Igen              | Igen              | Nem        |
| 2015 | Véletlenből szerelem           | Accidental Love                       | Nincs feltüntetve | Nincs feltüntetve | Nem        |
| 2015 | Joy                            | Joy                                   | Igen              | Igen              | Igen       |
| 2022 | Amszterdam                     | Amsterdam                             | Igen              | Igen              | Igen       |

Rövidfilmek
| Év   | Eredeti cím                                    | Feladatkör | Feladatkör | Feladatkör | Megjegyzések                                     |
| Év   | Eredeti cím                                    | Rendező    | Író        | Producer   | Megjegyzések                                     |
| ---- | ---------------------------------------------- | ---------- | ---------- | ---------- | ------------------------------------------------ |
| 1987 | Bingo Inferno: A Parody on American Obsessions | Igen       | Igen       | Nem        | vágó                                             |
| 1989 | Hairway to the Stars                           | Igen       | Nem        | Nem        |                                                  |
| 2004 | Soldiers Pay                                   | Igen       | Nem        | Igen       | - dokumentum-rövidfilm - vágó és kamera operátor |
| 2016 | Past Forward                                   | Igen       | Igen       | Nem        |                                                  |

Színészként
- Sivatagi cápák (Three Kings) (1999) – hollywoodi akciósztár
- Adaptáció (Adaptation) (2002) – vacsoravendég

### Televízió
| Év   | Magyar cím                    | Eredeti cím            | Szerep       | Megjegyzések    |
| ---- | ----------------------------- | ---------------------- | ------------ | --------------- |
| 2009 |                               | Outer Space Astronauts | nem szerepel | vezető producer |
| 2011 | Gossip Girl – A pletykafészek | Gossip Girl            | önmaga       | 2 epizód        |

## Fordítás
- Ez a szócikk részben vagy egészben  a   David O. Russell című angol Wikipédia-szócikk fordításán alapul.  Az eredeti cikk szerkesztőit annak laptörténete sorolja fel. Ez a jelzés csupán a megfogalmazás eredetét és a szerzői jogokat jelzi, nem szolgál a cikkben szereplő információk forrásmegjelöléseként.